# Steve Cutts
Steve Cutts és un il·lustrador i animador londinenc. El seu treball artístic satiritza els excessos de la societat moderna. El seu estil s'inspira en el dibuixos animats dels anys 1930 i 1940, en els còmics contemporanis i les novel·les gràfiques.

## Trajectòria
Abans de convertir-se en treballador independent el 2012, Cutts va treballar com a il·lustrador de l'agència de publicitat Glue Isobar en projectes digitals per a empreses com Coca-Cola, Google, Sony, i Toyota.
El 2012, Cutts va crear la seva pel·lícula més popular, MAN, sobre ecologia i drets dels animals. Creada amb Adobe Flash i Adobe After Effects, Cutts descriu la pel·lícula com «una mirada a la relació humana amb la natura». El gener de 2020, el curtmetratge tenia més de 36 milions de visualitzacions a YouTube. El gener de 2016, un couch gag de Cutts en un episodi de la temporada 27 de The Simpsons va retre homenatge a les produccions d'acció dels anys 1980, com Miami Vice i Scarface. El gener de 2020, el gag animat comptabilitzava més de 20 milions de visualitzacions a YouTube.
L'octubre de 2016, un videoclip de Cutts per a la cançó «Are You Lost In The World Like Me?» de l'àlbum These Systems Are Failing de Moby i The Void Pacific Choir va abordar l'addicció als telèfons intel·ligents, amb un treball inspirat en Max Fleischer. L'obra va guanyar el Webby Award 2017 d'animació. El juny 2017, Cutts va il·lustrar un altre vídeo per a Moby i The Void Pacific Choir, «In This Cold Place» de l'àlbum More Fast Songs About the Apocalypse. Cutts va afirmar que els dos vídeos de Moby representen « el consumisme, l'avarícia, la corrupció i, en definitiva, la nostra autodestructivitat».
El 2017, Cutts va guanyar el premi del Jurat al Festival de Cinema d'Animació d'Annecy, gràcies al videoclip «Are You Lost In The World Like Me?». El 2018, per segon any consecutiu, Cutts va ser el guanyador del Webby Award en la categoria d'animació a internet. Cutts va formar part de la tria New Directors' Showcase de Ridley Scott al Festival de Creativitat Cannes Lions.